# Murray Head
Murray Seafield St George Head (Londres, 5 de março de 1946) é um ator e cantor britânico, filho da atriz Helen Shingler. Head participou em vários filmes, incluindo um papel como Bob Elkin no filme indicado ao Oscar, Sunday Bloody Sunday. Como músico, ele é mais reconhecido por seus sucessos internacionais "Superstar" (da ópera rock Jesus Cristo Superstar) e "One Night in Bangkok" (o single de 1984 do musical Chess, que liderou as paradas em vários países) e pelo seu álbum Say It Ain't So (1975). Ele está envolvido em vários projetos desde a década de 1960 e continua gravando músicas, realizando concertos e fazendo aparições na televisão, seja como ele próprio ou como algum personagem.